# Henri-Edmond Canonne
Pour les articles homonymes, voir Canonne.
Henri-Edmond Canonne, né le 4 septembre 1867 à Saint-Amand-les-Eaux et mort le 29 juillet 1961 à Genève,, est un pharmacien français.

## Biographie
Henri Canonne, d'abord pharmacien à Lille, s'installe à Paris en 1899, au 49, rue de Réaumur en face d'un magasin Félix Potin.
Il y applique une stratégie, résumée par son slogan « Vendre bon pour vendre beaucoup. Vendre beaucoup pour vendre bon marché ».
Mais c'est surtout la naissance en 1900, commercialisée en 1903 de la pastille Valda qui assure son succès. Grâce à une action publicitaire très efficace qui fait appel au Docteur Valda conçu par Georges Grellet, la pastille est connue d'abord en France, puis en Europe, et enfin dans le monde, grâce à une politique de brevets et de franchises.
Henri Canonne fut un collectionneur d'art : il possédait une quarantaine de Monet, des Renoir, des Cézanne, etc.
En 1907, Henri-Edmond Canonne fait construire, par Henri Duchampt, le château d'Hennemont à Saint-Germain-en-Laye, maintenant faisant partie du lycée international de Saint-Germain-en-Laye et protégé comme monument historique.